# 李元松
李元松（1957年—2003年），晚年自號念佛人，常以信佛人為署名，出家法號淨嵩，生於台灣台北縣石碇鄉（今新北市石碇區），佛教界著名居士，曾經組織現代禪教團，推廣漢傳禪宗與淨土宗。

## 生平
李元松因為家貧，只有小學畢業，很小就出外工作幫助家計，曾經當過一貫道的講師。1979年，自軍中退伍，因為接觸印順長老的《妙雲集》而歸向佛教，專攻中觀哲學。他在工作之餘，致力於禪修，每日禪坐八小時以上。
1988年，認定自己已經成為慧解脫阿羅漢，開始走向文化界，提倡「止觀雙運」、「本地風光」禪法。在禪修之外，也倡導淨土宗，以慈雲懺主的〈淨土發願文〉為每日日課。
1996年，與弟子在台北市建立象山修行人社區。1998年，創立「現代禪教團」暨「現代禪文教基金會」，為弟子印證。
2002年，辭卸現代禪宗長職務，只擔任長老，協助弟子修行。4月26日，昭慧法師邀請李元松率現代禪執事，至台中華雨精舍拜訪印順長老。李元松皈依於印順長老門下，法號慧誠。
2003年，李元松因積勞成疾引發重症，歸向淨土宗。邀請「中華淨土宗協會」之慧淨法師領導教團，並皈依其門下，法號淨嵩，而淨嵩居士（當時還未出家）並未強制要求弟子歸其門下，而是選擇尊重弟子們的意見，但門下弟子也自願歸入淨土門。10月16日，向佛教界發函，公開懺悔自己過去所宣稱的開悟只是自己的增上慢，至心求生阿彌陀佛願力所成之西方極樂世界。在台灣發生SARS期間，勸弟子稱念「南無阿彌陀佛」為台灣祈福。12月10日因病往生，世壽47歲。其弟子依其遺囑，在他死後，剃髮、著僧服入斂，以淨土宗之儀式進行荼毗。

## 爭議及批評
因為印順長老對於漢傳禪宗與如來藏學派有所批評，他認為印順長老缺少修持，對印順長老的意見提出反駁。

## 李元松向佛教界公開懺悔啟事
凡夫我由於生了一場病，九月下旬方覺過去的功夫使用不上，從而生起疑情：過去所謂的「悟道」應只是自己的增上慢。我為往昔創立的現代禪在部分知見上不純正之一事深感慚愧，特向諸佛菩薩、護法龍天、十方善知識、善男子、善女人至誠懺悔。我今至心發願往生彌陀淨土，唯有「南無阿彌陀佛」是我生命中的依靠。南無阿彌陀佛       李元松 頓首 二○○三年十月十六日

## 影響及貢獻
李元松早年提倡理性、自力的禪風，不空談不存在或常人無法經驗的玄理，而是傾力在日常生活中修行，走的是自立自悟的難行道、聖道門。然而，遇到了善知識--提倡善導大師淨土思想的「中華淨土宗協會」之慧淨法師，了解難行聖道門，皈依他力淨土門，專依善導大師之淨土思想，專修念佛，依《無量壽經》之第十八願「念佛往生願」，求生西方極樂世界，橫超九品，念佛成佛。信受彌陀救度 專稱彌陀佛名
願生彌陀淨土 廣度十方眾生
慧淨法師贈言：若想念我時  請念彌陀佛
我也居住在  六字名號中